# علي بن إبراهيم بن سلمة القطان
علي بن إبراهيم بن سلمة (ولد 254 هـ) هو الإمام أبو الحسن علي بن إبراهيم بن سلمة بن بحر، القزويني القطان، من أهل قزوين أحد الأئمة ورواة الحديث وهو ثقة، وكان يلقب بشيخ الإسلام وعالم قزوين، وكان عالما في التفسير والفقه والنحو واللغة.
لقي المبرد وثعلبا وابن أبي الدنيا، وهو شيخ أبي الحسين أحمد بن فارس القزويني. توفي في سنة خمس وأربعين وثلاثمائة.

## رواية الحديث

### سمع
سمع من ابن ماجه «سننه»، ومن محمد بن الفرج الأزرق، أبي حاتم الرازي، وإبراهيم بن ديزيل، والحارث بن أبي أسامة، والقاسم بن محمد الدلال، ويحيى بن عبدك القزويني، وإسحاق بن إبراهيم الدبري، والحسن بن عبد الأعلى البوسي -لقيهما باليمن - وهذه الطبقة.وجمع وصنف، وتفنن في العلوم.

### حدث عنه
الزبير بن عبد الواحد الحافظ، وأبو الحسن النحوي، وأبو الحسين أحمد بن فارس اللغوي، وأحمد بن علي بن لال، وأبو سعيد عبد الرحمن بن محمد القزويني، والقاسم بن أبي المنذر الخطيب، وأحمد بن نصر الشذائي المقرئ، تلا عليه عن تلاوته على الحسن بن علي الأزرق بحرف الكسائي.